# Parafia św. Mikołaja w Żelaznej
Parafia św. Mikołaja – rzymskokatolicka parafia położona przy ulicy Opolskiej 19 w Żelaznej. Parafia należy do dekanatu Opole-Szczepanowice w diecezji opolskiej.

## Historia
Parafia w Żelaznej powstała przed rokiem 1274, kiedy to potwierdzona jest po raz pierwszy w przekazie historycznym oraz potwierdzona w rejestrze świętopietrza w 1447 roku, należąc do archiprezbiteratu niemodlińskiego. Pierwsze wzmianki o kościele parafialnym pochodzą z 1274 roku, wielokrotnie był przebudowywany a obecny kształt kościoła pochodzi z 1928 roku, kiedy to został gruntownie wyremontowany i przebudowany.

### Zasięg parafii
Do parafii należą wierni z miejscowości:
- Żelazna,
- Niewodniki.

### Inne kościoły i kaplice
Na terenie parafii znajduje się kościół filialny Narodzenia NMP w Niewodnikach.

## Proboszczowie
- ks. Franciszek Paterok (1908–1921)[3]
- ks. Ryszard Woitok (1921–1945)[3]
- ks. Oswald Kołodziej (1945–1954)[3]
- ks. Zygmunt Białowąs (1954–1906)[3]
- ks. Paweł Kosmala (1961–1987)[3]
- ks. Edmund Sachta (1987–2024)[4][5]
- ks. Sebastian Szajda (2024–nadal)[1]